# Chiesa di Sant'Ambrogio (Uscio)
La chiesa di Sant'Ambrogio è un luogo di culto cattolico situato nel comune di Uscio, in via Roma, nella città metropolitana di Genova. La chiesa è sede della parrocchia omonima del vicariato di Recco-Uscio-Camogli dell'arcidiocesi di Genova.
La chiesa è attigua all'antica pieve omonima ambrosiana.

## Storia e descrizione

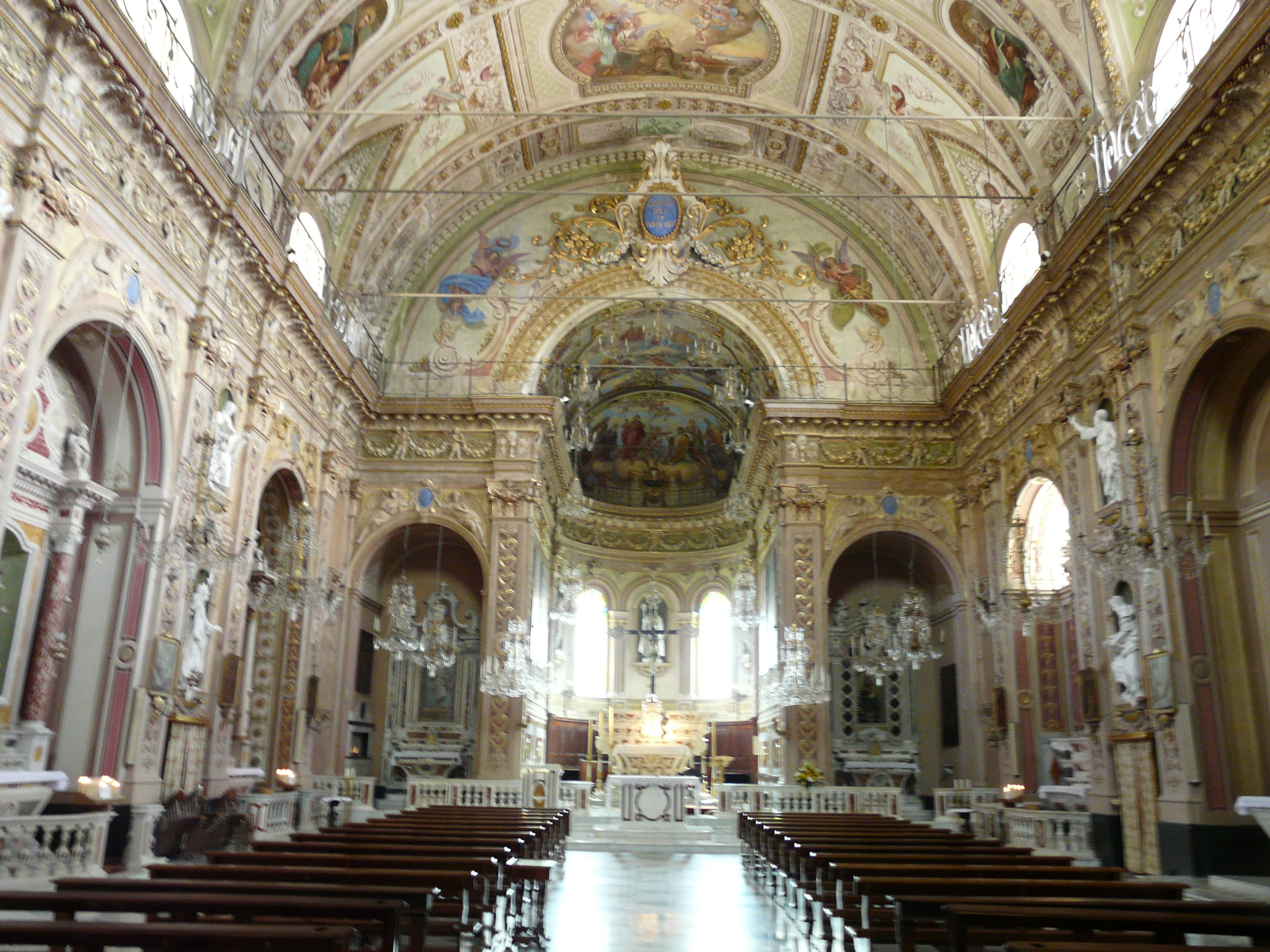
Particolare dell'interno della parrocchiale

Sita accanto all'antica pieve, l'opera di costruzione si avviò il 26 febbraio del 1893 su disegno dell'ingegnere Camillo Galliano di Genova. Due anni dopo, il 16 giugno del 1895, il primo vescovo di Chiavari monsignor Fortunato Vinelli, in sostituzione dell'arcivescovo di Genova monsignor Tommaso Reggio, benedisse solennemente la nuova chiesa.
Nei primi anni del XX secolo furono ultimati i restanti lavori di edificazione quali la scalinata in ardesia nel 1901, il pulpito nel 1904, la facciata nel 1908, le decorazioni interne della volta nel 1914 e nel 1932 con l'aggiunta di altre decorazioni in stucco. La consacrazione ufficiale fu officiata da monsignor Giacomo Maria De Amicis il 24 agosto del 1920.
Nel corso della seconda guerra mondiale subì diversi danneggiamenti alla volta e alla facciata tanto che tra il 1950 e il 1951 furono commissionati nuovi lavori conservativi.
Tra i dipinti conservati l'Annunciazione di pittore ignoto, Sant'Agostino e l'angelo di Enrico Vaymer e Carlo Antonio Tavella, la Vergine tra santi domenicani di Castellino Castello, la Morte di san Francesco di Sales e l'Ecce Homo di Michele di Ridolfo del Ghirlandaio. La statua della Madonna dei Sette Dolori è attribuita alla mano o alla scuola scultorea di Anton Maria Maragliano.